# Puebla del Príncipe
Puebla del Príncipe è un comune spagnolo di 756 abitanti situato nella comunità autonoma di Castiglia-La Mancia.